# Najafgulu Ismayilov
Najafgulu Abdulrahim oghlu Ismayilov (en azerí: Nəcəfqulu Əbdülrəhim oğlu İsmayılov; Bakú, 15 de marzo de 1923 - Bakú, 25 de marzo de 1990) fue un pintor y artista gráfico de Azerbaiyán, galardonado con el título "Artista de Honor de la RSS de Azerbaiyán" en 1963.

## Biografía
Najafgulu Ismayilov nació el 15 de marzo de 1923 en la ciudad de Bakú. Entre 1936 y 1940 estudió en la Escuela Estatal de Arte de Azerbaiyán en nombre de Azim Azimzade. Pero no pudo continuar sus estudios superiores debido al estallido de la Gran Guerra Patria.
De 1952 a 1979 trabajó como artista principal en la revista satírica "Kirpi". Él creó caricaturas y otras obras gráficas para la revista satírica "Kirpi", trabajó en pinturas y carteles, dibujó ilustraciones para las historias de Jalil Mammadguluzade, "Hophopname" de Mirza Alakbar Sabir. Najafgulu Ismayilov también escribió las palabras de sus caricaturas en la revista "Kirpi". Creó retratos de varias figuras culturales, trabajó en caricaturas de Tahir Salahov, Mikayil Abdullayev, Fikret Amirov, Jalal Garyaghdi, Bashir Safaroglu y otros.
Najafgulu Ismayilov participó en exposiciones de arte organizadas en la república y Moscú desde los años 1940 con placas históricas, copias e imágenes de figuras culturales.  Había abierto exposiciones individuales en Bakú, Moscú y San Petersburgo, donde se exhibieron varios álbumes de sus pinturas e ilustraciones para libros. Entre 1970 y 1982 el artista también realizó bajorrelieves en cobre de Fuzûlî, Mirza Alakbar Sabir y Uzeyir Hajibeyov. Sus obras han sido expuestas en salas de exposiciones de Alemania, Canadá, Líbano, Rusia y otros países. Muchas de las pinturas del artista para la revista "Kirpi" se exhibieron en un concurso internacional de risa en la década de 1970 en la ciudad de Gabrovo de Bulgaria.
Najafgulu Ismayilov falleció el 25 de marzo de 1990 en Bakú.

## Premios y títulos
- Medalla de la Distinción Laboral (1959)
- Artista de Honor de la RSS de Azerbaiyán (1963)